# Joffrichthys
A Joffrichthys a sugarasúszójú halak (Actinopterygii) osztályának elefánthalak (Osteoglossiformes) rendjébe, ezen belül a csontosnyelvűek (Osteoglossidae) családjába tartozó fosszilis nem.

## Tudnivalók
A Joffrichthys-fajok édesvízi halak, melyek a paleocén kor idején éltek, ott ahol manapság Észak-Amerika fekszik. A J. triangulpterus-t az észak-dakotai Sentinel Butte-formációban fedezték fel.

## Rendszerezés
A nembe az alábbi 3 faj tartozik:
- Joffrichthys symmetropterus
- Joffrichthys tanyourus
- Joffrichthys triangulpterus

## Fordítás
- Ez a szócikk részben vagy egészben  a   Joffrichthys című angol Wikipédia-szócikk ezen változatának fordításán alapul.  Az eredeti cikk szerkesztőit annak laptörténete sorolja fel. Ez a jelzés csupán a megfogalmazás eredetét és a szerzői jogokat jelzi, nem szolgál a cikkben szereplő információk forrásmegjelöléseként.